# Чуркин, Фёдор Семёнович
Фёдор Семёнович Чу́ркин (24 июля 1932, д. Бережки, Максатихинский район, Московская область — 15 октября 1987, Ленинград) — советский гидрограф и геодезист, кандидат технических наук (1982), капитан 1-го ранга-инженер, инженер-испытатель ядерного полигона на Новой Земле, преподаватель ВВМУ им. М. В. Фрунзе (1970—1985), доцент (1985), действительный член РГО (1971).

## Основные даты жизни
- 1932 — родился
- 1951—1955 — учёба в ВВМУ им. М. В. Фрунзе
- 1955—1964 — работа на Чёрном море и в Албании
- 1964—1967 — работа на ядерном полигоне на Новой Земле
- 1967—1970 — учёба в Военно-морской академии
- 1970—1985 — на преподавательской работе в ВВМУ им. М. В. Фрунзе
- 1982 — учёная степень «кандидат технических наук»
- 1985 — учёное звание «доцент»
- 1985 — отставка
- 1987 — умер и похоронен с воинскими почестями на Ковалёвском кладбище.

## Детство и юность
Фёдор Семёнович Чуркин родился 24 июля 1932 года в деревне Бережки Максатихинского района Московской области (ныне Тверской области), став четвёрым ребёнком в семье.
Отец — Семён Иванович Чуркин (1902—1980), с 1937 года работал директором Максатихинского леспромхоза, прошёл всю Великую Отечественную войну и был награждён тремя орденами и десятью медалями, а в 1960-х годах был награждён орденом «Знак Почёта» и орденом «Трудового Красного Знамени».
Мать — Дарья Герасимовна Чуркина, урождённая Орлова (1904—1985), занималась домашним хозяйством и воспитанием детей.
Со школьных лет Фёдор очень хорошо рисовал и увлекался фотографией. И когда в 1951 году он закончил двухгодичный курс заочного обучения во Всесоюзном доме народного творчества им Н. К. Крупской в Москве (отделение рисования и живописи), ему предрекали будущее большого художника. По окончании школы Фёдор Семёнович собирался поступать в Академию художеств в Ленинграде, но родители не могли обеспечить ему материальную поддержку, так как два старших брата Иван и Алексей и сестра Валентина уже учились в вузах

## Учёба вВВМУ им. М. В. Фрунзе
В 1951 году Фёдор Семёнович поступил в ВВМУ им. М. В. Фрунзе, ныне Санкт-Петербургский военно-морской институт, на гидрографический факультет, где было полное государственное обеспечение. Учился он хорошо, продолжал много рисовать. Сохранилось множество рисунков, эскизов и портретов, хотя большую часть своих работ он щедро раздаривал.
Ярким эпизодом училищных времён было участие в похоронах И. В. Сталина в Москве, где курсанты ВВМУ им. М. В. Фрунзе обеспечивали оцепление. На похоронах Сталина из-за огромного количества людей, желающих проститься с вождём, возникла давка, в результате которой были жертвы. По утверждению журналиста В. Голованова, «точная цифра погибших неизвестна или засекречена».
В 1954 году гидрографический факультет ВВМУ им. М. В. Фрунзе преобразовали в отдельное Высшее военно-морское гидрографическое училище и перебазировали вместе с курсантами в город Пушкин. Это училище в 1955 году и окончил Фёдор Семёнович.

## Работы на Чёрном море
С 1955 года Фёдор Чуркин служил в отдельном гидрографическом отряде Черноморского флота.
1956 год — участвовал в гидрографических работах в северо-западной части Чёрного моря (топографическая съёмка, прибрежный промер, боевое траление), занимался триангуляцией от Очакова до Одессы.
1957—1959 годы — участвовал в гидрографических работах в районе Таганрогского залива и в районе реки Дунай (триангуляция, дешифрирование и привязка аэрофотосъёмки, корректура морских планов на п. Таганрог, Жданов, Ростовский морской канал).
С 1959 года служил в должности старшего офицера топографической партии.
1960 год — участвовал в гидрографических работах в районе Утлюкского лимана, п. Геническ (триангуляция, дешифрирование и привязка аэрофотосъёмки, мензульная съёмка п. Геническ).
1961 год — участвовал в гидрографических работах в районе п. Темрюк.
Аэрофотосъёмка и прибрежный промер в Утлюкском лимане (триангуляция, дешифрирование и привязка аэрофотосъёмки от м. Айтодор до м. Коммунары).
1962 год — гидрографические работы в районе реки Дунай (триангуляция, дешифрирование и привязка аэрофотосъёмки).
1963 год — участвовал в гидрографических работах в районе проливов Дарданеллы и Босфор, в районе м. Тарханкут и на Бакальской банке (промер).
1964 год — участвовал в гидрографических работах в районе п. Приморско-Ахтарск (Азовское море), в районе оз. Донузлав (триангуляция, дешифрирование и привязка аэрофотоснимков, промер).
С 1961 по 1964 — командир геодезической партии.
Занимался топографией и промером вдоль кавказских берегов, в Крыму и под Одессой. Многие прибрежные карты 60-х годов сделаны им.

## Работы на побережье Албании
Фёдору Семёновичу за время службы на Черноморском флоте в 1957—1958 годах довелось участвовать в гидрографических работах в Албании в юго-восточной части Адриатического моря. Это была первая для советских моряков зарубежная гидрографическая экспедиция в послевоенное время. Фактически «с нуля» были созданы карты побережья и морские карты прибрежных вод для дружественной тогда Албании.
Основными работами в это время для Чуркина были триангуляция IV кл. от п. Влера до п. Дурресс, дешифрирование и привязка аэрофотосъёмки, включая о. Сазан, плановое и высотное обоснование топографической съёмки в п. Влера, в б. Паша-лиман, океанографические работы в б. Влера, радиолокационная съёмка.
Во время работ в Албании Фёдор Семёнович спас тонущего человека, которым оказался Бидо Ибрахини, изучающий морскую профессию рядом с советскими специалистами и ставший в дальнейшем известным в Албании журналистом, писателем. После этого случая между Бидо и Фёдором завязалась тесная дружба.
Бидо Ибрахини написал несколько книг, одну из которых, названную «Севастопольский вальс», посвятил Ф. С. Чуркину. На титульном листе она содержит стихи-посвящение и портрет Фёдора Семёновича. Книга издана на албанском, итальянском и русском языках.

## Служба на атомном полигоне
С 1964 по 1967 год Фёдор Семёнович служил на советском ядерном полигоне на Новой Земле инженером-испытателем. Центр управления полигона находился в Белушьей Губе (в/ч 77510).
Во время службы Фёдора Семёновича испытания в основном проводились на площадке полигона Маточкин Шар.

## Служба в Ленинграде
Получив второе образование в Военно-морской академии на факультете радиоэлектроники в 1967—1970 годах, Фёдор Семёнович Чуркин начал преподавательскую деятельность в ВВМУ им. М. В. Фрунзе на кафедре технических средств кораблевождения и военной гидрографии.
При всей своей творческой сущности, Фёдор Семёнович был прекрасным математиком и хорошим учёным.
Чуркиным были подготовлены учебные курсы и методические пособия, такие как «Уравнивание геодезических сетей параметрическим способом» (1977) и «Фотометоды в гидрографических исследованиях» (1980).
В предисловии к фундаментальному труду Н. Д. Коломийчука «Гидрография» (1-е издание, 1975 г.), который и поныне является настольной книгой любого гидрографа, автор выразил Фёдору Семёновичу благодарность за исключительное внимание и ценные замечания в процессе обсуждения рукописи.

«Был очень хорошим преподавателем, курсанты его уважали, любили и ценили, наверное так, как ни одного из его коллег, которые по хорошему даже завидовали ему». — Л. Г. Колотило 

### Защита диссертации
Защитил кандидатскую диссертацию в 1982 году под давлением и по настоянию своих коллег по кафедре военной гидрографии, считая эту процедуру отнимающей время от любимой работы. Диссертация была подготовлена по вопросам оптики моря и подводной видимости. Разработанные в этой работе методики использовались для расчёта прозрачность вод оз. Байкал на различных участках и были применены при организации фото и киносъёмки с аппаратов МИР, расчёте дополнительных источников освещения для организации данных работ. На защите диссертации Учёным советом было отмечено, что работа могла быть сразу представлена как докторская.
В 1985 году ему было присвоено учёное звание доцент.

## Награды
- 1958 — Медаль «40 лет Вооружённых Сил СССР»
- 1962 — Медаль «За безупречную службу» 3 степени.
- 1965 — Медаль «20 лет Победы в Великой Отечественной войне»
- 1967 — Медаль «За безупречную службу» 2 степени.
- 1967 — Медаль «50 лет Вооружённых Сил СССР»
- 1970 — Медаль «За воинскую доблесть. В ознаменование 100-летия со дня рождения Владимира Ильича Ленина»
- 1971 — Медаль «За безупречную службу» 1 степени.
- 1978 — Медаль «60 лет Вооружённых Сил СССР»
- 1984 — Медаль «Ветеран Вооружённых Сил СССР»

## Художественное творчество
Фёдор Чуркин был творческим человеком — он неплохо пел, играл на гитаре, сочинял стихи, но главное — обладал художественным талантом. В его стихотворении «Гидрографы в море» есть такие строки:

И твёрдая рука, усталости не зная,

Сегодня в ночь ведет промерный бот.

Ушла в преданье тайна вековая,

Района незнакомых вод.

Чтоб корабли знакомыми путями

Шли охранять родной морской простор,

Гидрографы глубины указали

И с тайной моря разрешили спор.

Отделить профессиональные способности исследователя Ф. С. Чуркина от его таланта художника невозможно, да и неправомерно. Он писал маслом, темперой, гуашью. Оставил много акварелей, но больше всего рисунков карандашом, углём, пастелью. Шариковая ручка и маленький блокнотик были постоянными спутниками в его путешествиях. Это помогло развить особенности его виртуозной техники изображения природы, особенно деревьев, с помощью таких простых средств, как простая ручка с пером или с шариком. Его впечатления и мысли исследователя отражались в его живописных произведениях-картинах и рисунках.
Где бы он не служил, его работы выставлялись на художественных выставках:
- Севастополь 1960, 1961
- Новая Земля 1965
- Ленинград 1968, 1969
- Североморск 1972

В двухтомном издании под редакцией академика РАН В. Н. Михайлова «Ядерные испытания в Арктике», посвящённом 50-летию испытательного полигона на Новой Земле, есть такие строки, написанные одним из участников испытаний:

«Признанным художником, певцом Новоземельской природы, был старший лейтенант Ф. Чуркин. Он рисовал в стиле Рокуэлла Кента или Рериха. Ф. Чуркин подарил моей жене 4 акварели пейзажей Новой Земли. Кто бы их не увидел, сразу вопрос: „Рерих, Кент?“. Будучи в середине 70-х годов в Североморске, я видел объявление в газете, что в Доме офицеров открыта персональная выставка картин капитана 2 ранга Ф. Чуркина, очень сожалею, что не смог её посетить».
— Капитан 3 ранга запаса, ветеран подразделений особого риска Ю.С. Катранов
Служа на Новой Земле, он на добровольных началах являлся художником при Доме офицеров. Он с огромным удовольствием готовил эскизы к костюмам и декорациям театральных самодеятельных постановок. Фёдор Семёнович принял самое активное участие в оформлении экспозиции, посвящённой одной из годовщин замечательного самобытного северного художника и путешественника Тыко Вылки, уроженца тех мест. А в музее при Доме офицеров до сих пор хранится макет Новой Земли, сделанный его руками.

## Семья

### Супруга
Нинель Ивановна Чуркина, урождённая Лебедева (1932—2008).
Имела следующие награды:
- Знак «Жителю блокадного Ленинграда»
- Медаль «50 лет победы в ВОВ»
- Медаль «В честь 60 летия полного освобождения Ленинграда от фашистской Блокады»
- Медаль «60 лет победы в ВОВ»
- Медаль "В память 300-летия Санкт-Петербурга"
- Медаль "Ветеран труда"

Похоронена рядом с мужем на Ковалёвском кладбище.

### Дочь
Елена Фёдоровна Марасаева, урождённая Чуркина (р.1956), биолог, ей передались способности отца к рисованию. Она иллюстрировала многие научные монографии и статьи по биологии, оформляла обложки книг, работая в стиле акварельного рисунка и графики. Одной из значимых работ можно назвать иллюстрирование учебного пособия для обучающихся общеобразовательных учреждениях российского Севера — «Растительный мир Мурманской области» под ред. д.б.н. Е. В. Шошиной. Мурманск, 2006

### Сын
Олег Фёдорович Чуркин (р. 1960), гидрограф, капитан 1 ранга запаса, кандидат технических наук, член Гидрографического общества, руководитель гидрографических работ ООО «Питер Газ» (Москва).
Принимал участие в проектах Голубой поток, Североевропейский газопровод, Штокмановское газоконденсатное месторождение, Южный поток и др.

## Память
- Фёдору Семёновичу Чуркину посвящена книга Б. Ибрахини «Севастопольский вальс»[5].
- Кафедра гидрографии ВВМУ им. М. В. Фрунзе, друзья и ученики Фёдора Семёновича обратились к руководству Управления навигации и гидрографии МО РФ с просьбой ходатайствовать о присвоении одному из безымянных гидрографических объектов имени Ф. С. Чуркина.
- В книге  «Воспоминания об Албании» А.И. Груздев написал о Фёдоре Семёновиче Чуркине
- В книге «Гидрография Черноморского флота (1696-1982) Исторический очерк» про участие Ф.С. Чуркина в первых работах ГС ЧФ  в Средиземноморском бассейне и в республике Албания.  Издание 1984 г. ГС ЧФ . Отв. Редактор к. в-м. н. контр-адмирал Митин Л.И.. Отпечатано в типографии ГС ЧФ.
- Фёдор Семёнович Чуркин среди личностей, преподавателей и выпускников Высшего военно-морского училища им. М.В. Фрунзе